# Скребло
Скребло́ (в каменной индустрии) (англ. side scraper, фр. racloir) — более крупное и иногда менее функционально выраженное, чем скребок, скобляще-режущее каменное орудие из кремня, обсидиана, кварцита и других видов камня. Наиболее характерно для среднего палеолита. Скрёбла получали из крупных сколов-отщепов камня. Может иметь один или несколько рабочих краёв с лезвиями самых разных форм: выпуклой, прямой, вогнутой, остроконечной, зубчатой и с обработкой по периметру. Рабочие края могут образовывать угловатые формы. Лезвия покрывает односторонняя или двусторонняя (бифасиальная) ретушь, образовавшаяся как результат износа или же нанесённая преднамеренно. Часто имеет противоположный лезвию обушок (скрёбла-ножи) или является комбинированным орудием (скребло-проколка, скребло-скребок, скребло-остриё и т. д.). Возможно, некоторые скрёбла имели рукоятки.
Использовались для резания, как ножи, и для обработки шкур животных. Применялись также костяные орудия. С появлением керамики при недостатке камня скрёблами могли служить осколки сосудов. Но окончательно определить назначение того или иного каменного или другого орудия возможно только с помощью методов трасологии.
Роль скребла выполняет и каменный или металлический торцовый полукруглый нож «улу» северных народов. 
До настоящего времени используются скрёбла (скребки) из железа. В ремесленно-кустарном кожевенном производстве аналогичную функцию выполняют ножи, струги, тупики, фальцы, даже полотна обычных кос. Но и сейчас некоторые традиционные кожевники предпочитают каменные скрёбла.